# 한국종자협회
한국종자협회는 우량종묘의 육종생산 및 유통개선에 기여함을 목적으로 1965년 7월 13일 설립된 대한민국 농림수산식품부 소관의 사단법인이다. 사무실은 경기도 성남시 분당구 서현동 254-5, 서현프라자705호에 있다.

## 주요 사업
- 우량종자 육종, 생산, 유통 등 공동이익증진을 도모
- 종자 수급조절을 위한 판매 및 수출입의 알선
- 종자에 관한 회지, 간행물 등의 발간 및 홍보활동
- 종자에 관한 국제간 상호협력 및 정보교환
- 농림수산식품부장관이 위탁한 사업 및 대정부건의

## 같이 보기
- 국립종자원